# Pištinci
Pištinci (drugim imenom Stara Bingula; srp. Стара Бингула, mađ. Óbingula) selo je u Srijemu, u Vojvodini.

## Zemljopisni položaj
Nalazi se na 45° 9' sjeverne zemljopisne širine i 19° 29' istočne zemljopisne dužine.

## Upravna podjela
Nalazi se u općini Srijemska Mitrovica. 

## Stanovništvo
Prije srpske agresije na Hrvatsku, u Pištincima (Staroj Binguli) živjelo je 32,2 % Hrvata.
Skupština općine Srijemska Mitrovica donijela je odluku da se u Pištincima na Mjesnom uredu istakne ploča na dva jezika (srpskom i hrvatskom), odnosno pisma. Na taj su način hrvatski jezik i pismo uvedeni u ovu općinu.
Narodnosni sastav po popisu 2002. godine bio je:
- Srbi = 58 (30,53%)
- Hrvati = 55 (28,95%)
- Slovaci = 32 (16,84%)
- Rusini = 23 (12,11%)
- ostali.

### Povijesna naseljenost
- 1961.: 371
- 1971.: 300
- 1981.: 255
- 1991.: 205
- 2002.: 190

## Vanjske poveznice
- (engl.) Pištinci  Arhivirana inačica izvorne stranice od 23. siječnja 2009. (Wayback Machine)